# Lengnau (Berna)
Lengnau é uma comuna da Suíça, situada no distrito administrativo de Bienna, no cantão de Berna. Tem 7,3 km² de área e sua população em 2018 foi estimada em 5.254 habitantes.